# Tony Esposito (Musiker)

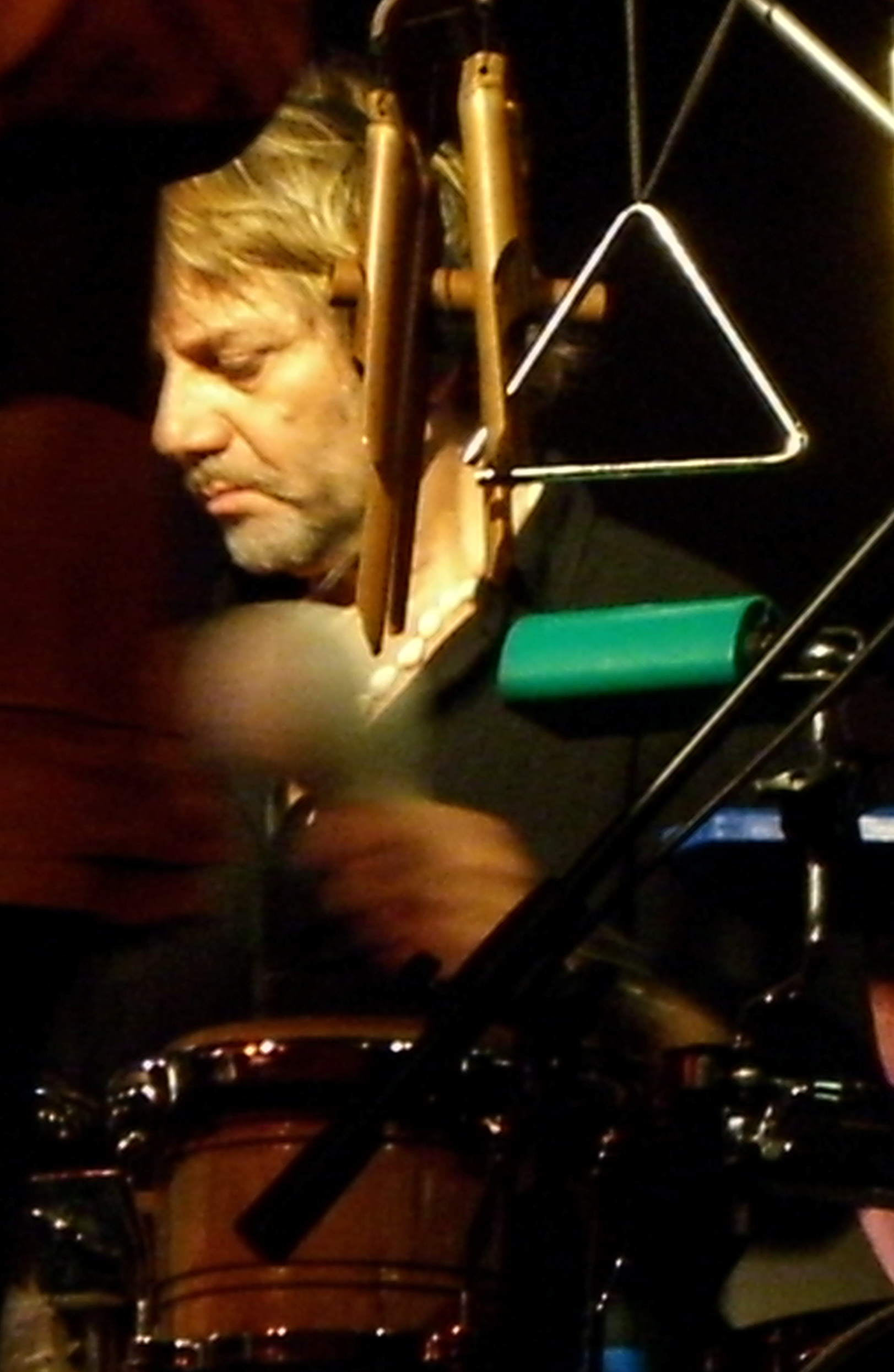
Tony Esposito, 2008

Tony Esposito (* 15. Juli 1950 in Neapel als Antonio Esposito) ist ein italienischer Musiker aus Neapel. Bekannt sind seine Hits Kalimba de luna (1984; gecovert von Pepe Goes to Cuba [Pepe Gonzales] und Boney M.) sowie Papa Chico (1985).

## Karriere
Esposito begann seine musikalischen Aktivitäten als Studiomusiker an der Perkussion. 1975 debütierte er mit dem Album Rosso napoletano, das von Paul Buckmaster produziert wurde. Gleichzeitig arbeitete er mit einer Vielzahl seiner Musikerkollegen zusammen, so mit Francesco Guccini, Gino Paoli, Lucio Dalla, Pino Daniele, Edoardo Bennato, Alan Sorrenti, Roberto De Simone, Don Cherry, Billy Cobham, Gato Barbieri und Nana Vasconcelos. Neben zwei weiteren Soloalben (Processione sul mare 1976 und Gente distratta 1977) unterstützte Esposito 1976 Eugenio Bennatos Projekt Musicanova. Nach der Teilnahme am Montreux Jazz Festival folgten die Alben La banda del sole (1978) und Tamburo (1982).
Sowohl 1984 als auch 1985 gewann Esposito mit dem Lied Kalimba de luna bzw. As tu as den Wettbewerb Un disco per l’estate. 1986 konnte er mit dem Soundtrack zum Film Camorra außerdem einen Nastro d’Argento für die Beste Filmmusik gewinnen. Im Jahr darauf nahm Esposito mit Sinuè erstmals am Sanremo-Festival teil, zusammen mit Eugenio Bennato präsentierte er 1990 mit Novecento Aufwiedersehen schon den nächsten Beitrag im Festival. 1993 folgte eine weitere Sanremo-Teilnahme, diesmal mit dem Lied Cambiamo musica zusammen mit der Gruppe Ladri di Biciclette.
An der Seite von Gilberto Gil trat Esposito 2001 bei Rock in Rio auf. 2003 meldete er sich mit dem Album Viaggio tribale zurück, auf dem er mit Franco Battiato und Edoardo Bennato zusammenarbeitet.

## Diskografie (Auswahl)

### Alben
| Jahr | Titel                 | Höchstplatzierung, Gesamtwochen, AuszeichnungChartplatzierungen (Jahr, Titel, Platzierungen, Wochen, Auszeichnungen, Anmerkungen) | Höchstplatzierung, Gesamtwochen, AuszeichnungChartplatzierungen (Jahr, Titel, Platzierungen, Wochen, Auszeichnungen, Anmerkungen) | Höchstplatzierung, Gesamtwochen, AuszeichnungChartplatzierungen (Jahr, Titel, Platzierungen, Wochen, Auszeichnungen, Anmerkungen) | Höchstplatzierung, Gesamtwochen, AuszeichnungChartplatzierungen (Jahr, Titel, Platzierungen, Wochen, Auszeichnungen, Anmerkungen) | Anmerkungen |
| Jahr | Titel                 | IT | DE | AT | CH | Anmerkungen |
| ---- | --------------------- | --- | --- | --- | --- | ----------- |
| 1984 | Il grande esploratore | IT4 (15 Wo.)IT | — | — | CH30 (1 Wo.)CH | Bubble      |
| 1985 | As tu as              | IT9 (10 Wo.)IT | — | — | — | Bubble      |

Weitere Alben
- 1975: Rosso napoletano (Numero Uno)
- 1976: Processione sul mare (Numero Uno)
- 1977: Gente distratta (Numero Uno)
- 1978: La banda del sole (Philips)
- 1982: Tamburo (Bubble)
- 1985: Papa Chico (Occidental records)
- 1987: Tony Esposito (Bubble)
- 1990: Villaggio globale (Bubble)
- 1996: Tropico (RTI)
- 2003: Viaggio tribale (Audioglobe)

### Singles
| Jahr | Titel Album                           | Höchstplatzierung, Gesamtwochen, AuszeichnungChartplatzierungen (Jahr, Titel, Album, Platzierungen, Wochen, Auszeichnungen, Anmerkungen) | Höchstplatzierung, Gesamtwochen, AuszeichnungChartplatzierungen (Jahr, Titel, Album, Platzierungen, Wochen, Auszeichnungen, Anmerkungen) | Höchstplatzierung, Gesamtwochen, AuszeichnungChartplatzierungen (Jahr, Titel, Album, Platzierungen, Wochen, Auszeichnungen, Anmerkungen) | Höchstplatzierung, Gesamtwochen, AuszeichnungChartplatzierungen (Jahr, Titel, Album, Platzierungen, Wochen, Auszeichnungen, Anmerkungen) | Anmerkungen           |
| Jahr | Titel Album                           | IT | DE | AT | CH | Anmerkungen           |
| ---- | ------------------------------------- | --- | --- | --- | --- | --------------------- |
| 1984 | Kalimba de luna Il grande esploratore | IT5 (12 Wo.)IT | DE25 (9 Wo.)DE | AT12 (6 Wo.)AT | CH6 (9 Wo.)CH | Bubble B-Seite: Lagos |
| 1986 | Papa Chico As tu as                   | — | — | AT1 (16 Wo.)AT | — | Bubble                |

Weitere Singles
- 1982: Pagaia / Controra (Bubble)
- 1984: Simba de ammon
- 1987: Sinuè (Bubble)
- 1990: Novecento Aufwiedersehen (Bubble; mit Eugenio Bennato)

### Gastbeiträge
| Jahr | Titel Album   | Höchstplatzierung, Gesamtwochen, AuszeichnungChartplatzierungen (Jahr, Titel, Album, Platzierungen, Wochen, Auszeichnungen, Anmerkungen) | Höchstplatzierung, Gesamtwochen, AuszeichnungChartplatzierungen (Jahr, Titel, Album, Platzierungen, Wochen, Auszeichnungen, Anmerkungen) | Höchstplatzierung, Gesamtwochen, AuszeichnungChartplatzierungen (Jahr, Titel, Album, Platzierungen, Wochen, Auszeichnungen, Anmerkungen) | Höchstplatzierung, Gesamtwochen, AuszeichnungChartplatzierungen (Jahr, Titel, Album, Platzierungen, Wochen, Auszeichnungen, Anmerkungen) | Anmerkungen                    |
| Jahr | Titel Album   | IT | DE | AT | CH | Anmerkungen                    |
| ---- | ------------- | --- | --- | --- | --- | ------------------------------ |
| 1984 | Luna e sole – | IT98 (1 Wo.)IT | — | — | — | Luca Maris feat. Tony Esposito |

## Belege
1. ↑  Info zu Kalimba de luna von Pepe Goes To Cuba bei hitparade.ch
2. ↑  Fabiana: 16 Luglio 1950: Nasce Tony Esposito. In: RadioSonar.Net. 16. Juli 2019, abgerufen am 21. Juli 2025 (italienisch).
3. ↑  Chartquellen (Alben):
  - M&D-Chartarchiv. Musica e dischi, archiviert vom Original am 18. Mai 2015; abgerufen am 4. Juli 2016 (italienisch, kostenpflichtiger Abonnement-Zugang).
  - Alben von Tony Esposito. In: Hitparade.ch. Hung Medien, abgerufen am 5. Juli 2016.
4. 1 2  Chartquellen (Singles):
  - M&D-Chartarchiv. Musica e dischi, archiviert vom Original am 18. Mai 2015; abgerufen am 4. Juli 2016 (italienisch, kostenpflichtiger Abonnement-Zugang).
  - Tony Esposito. In: Offizielle deutsche Charts. GfK Entertainment, abgerufen am 5. Juli 2016.
  - Singles von Tony Esposito. In: Austriancharts.at. Hung Medien, abgerufen am 5. Juli 2016.
  - Singles von Tony Esposito. In: Hitparade.ch. Hung Medien, abgerufen am 5. Juli 2016.

| Personendaten    | Personendaten                   |
| ---------------- | ------------------------------- |
| NAME             | Esposito, Tony                  |
| ALTERNATIVNAMEN  | Esposito, Antonio (Geburtsname) |
| KURZBESCHREIBUNG | italienischer Musiker           |
| GEBURTSDATUM     | 15. Juli 1950                   |
| GEBURTSORT       | Neapel                          |